# Ye Xian
Ye Xian o Yeh-Shen è un'antica fiaba cinese. La prima apparizione scritta risale al IX secolo, nell'opera  Youyang Zazu. Ha molti elementi in comune con la fiaba di Cenerentola.

## Trama
Ye Xian era la figlia di un sapiente che aveva due mogli, ognuna che aveva avuto una figlia. Quando la madre e il padre morirono, Ye Xian fu costretta a diventare serva della matrigna e della sorellastra. Malgrado vivesse una vita oppressa dai lavori domestici, trovò sollievo quando poté stringere un bellissimo pesce che viveva nello stagno. Il pesce era la reincarnazione della madre, che da allora si prese cura di lei.
Arrabbiata per il fatto che Ye Xian avesse trovato la felicità, la matrigna uccise il pesce e lo servì per pranzo a sé e alla figlia. Ye Xian fu devastata dal dolore fino a che lo spirito della madre non ritornò e le disse di seppellire le lische del pesce in vasi di ceramica posti ad ogni angolo del suo letto.
Nei giorni successivi ebbe luogo la festa locale di primavera, che costituiva l'occasione in cui le giovinette avevano l'occasione di venire a contatto con i loro potenziali spasimanti. Non volendo rovinare le probabilità della propria figlia, la matrigna di Ye Xian obbligò la figliastra a rimanere a casa per pulirla. Dopo che la matrigna e la sorellastra furono partite per la festa, Ye Xian fu visitata ancora dallo spirito di sua madre. La madre le disse di cercare nei vasi che contenevano le lische dei pesci. Fatto questo Ye Xian trovò vestiti molto fini, ed un mantello di piume di martin pescatore, dei gioielli e un paio di sandali dorati per andare alla festa.
Ye Xian indossò i vestiti e si recò a piedi alla festa. Si divertì fino a che non si rese conto che la matrigna avrebbe potuto riconoscerla. Fuggì, dimenticando accidentalmente un sandalo dorato. Quando arrivò a casa, nascose di nuovo i vestiti nei vasi vicino al letto. Quando la matrigna e la sorellastra rientrarono, discussero le possibilità di matrimonio della sorellastra e fecero cenno ad una misteriosa fanciulla che si era presentata alla festa. Non sapevano di stare parlando di Ye Xian.
Il sandalo dorato fu trovato e scambiato da vari commercianti fino a che non giunse nelle mani del re di un regno vicino. Affascinato dal sandalo di così piccole dimensioni, il re emise un bando per ricercare la ragazza. Proclamò che colei che fosse riuscita a calzare il sandalo sarebbe diventata sua sposa. Il sandalo fu portato infine alla casa-caverna di Ye Xian, e sia la sorellastra che la matrigna effettuarono la prova ma senza successo. Il sandalo invece risultò coincidere perfettamente con la misura del piede di Ye Xian.
Nel tentativo di dissuadere il re dallo sposare Ye Xian, la matrigna dichiarò che era impossibile che Ye Xian fosse stata alla festa. Lei stessa aveva visto la fanciulla che indossava il sandalo dorato alla festa, i vestiti fini che portava ed inoltre affermò che Ye Xian era stata al paese per tutto il tempo. Ye Xian dimostrò a quel punto la verità indossando i vestiti che aveva alla festa insieme all'altro sandalo dorato. Il re, affascinato dalla bellezza di Ye Xian, affermò che l'avrebbe sposata. La matrigna fece un tentativo finale allo scopo di dissuadere il re dallo sposare la figliastra, accusandola di avere rubato il sandalo alla ragazza misteriosa. Per punire le due donne per la loro crudeltà e disonestà, il re proibì a Ye Xian di portarle a vivere con lei. Trascorsero così il resto della vita nella loro casa-caverna finché non morirono schiacciate dalle pietre.